# HR-Klasse A
Die Schlepptenderlokomotiven der Klasse A der Highland Railway (HR) mit der Achsfolge 2’C (Ten-Wheeler) wurden 1900 von Peter Drummond, dem damaligen Chefingenieur bzw. Locomotive Superintendent der Highland Railway, konstruiert. Bis 1917 entstanden bei den schottischen Lokomotivherstellern Dübs und North British neben den 19 Maschinen für die HR weitere 50 Exemplare für die Französische Staatsbahn. Eine leicht abgewandelte Version wurde in sechs Exemplaren nach Portugal geliefert und von dort einige Jahre später an eine spanische Bahngesellschaft verkauft. Die letzten Lokomotiven der Klasse blieben bis 1947 im Dienst.

## Schottische Lokomotiven

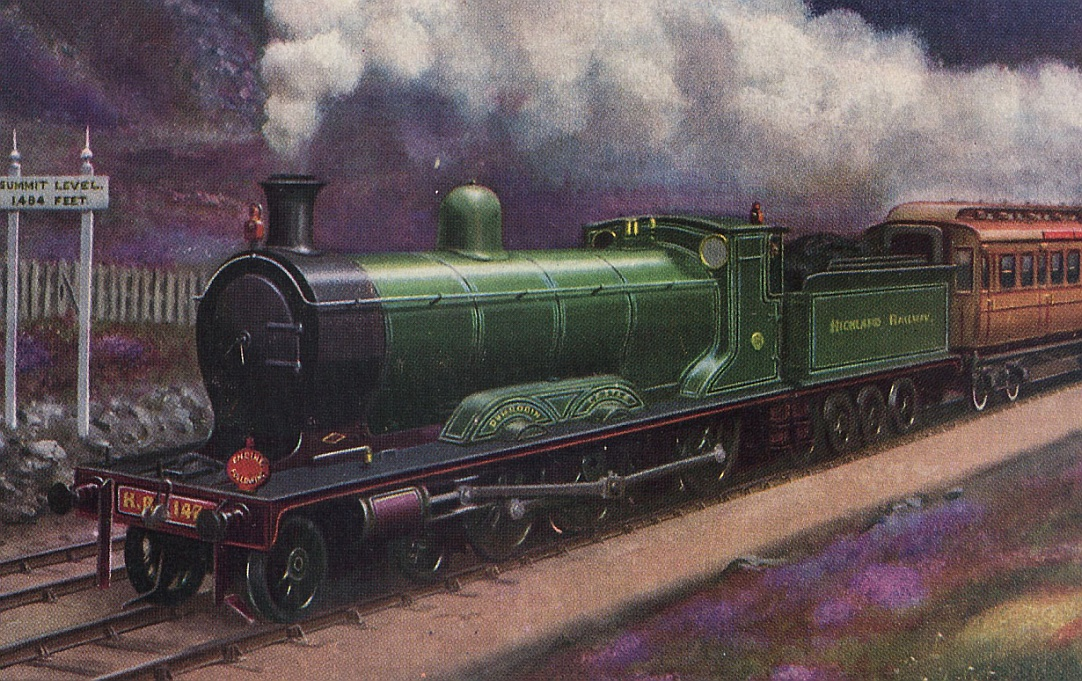
Eine alte Postkarte zeigt die Farbgebung der Lokomotiven

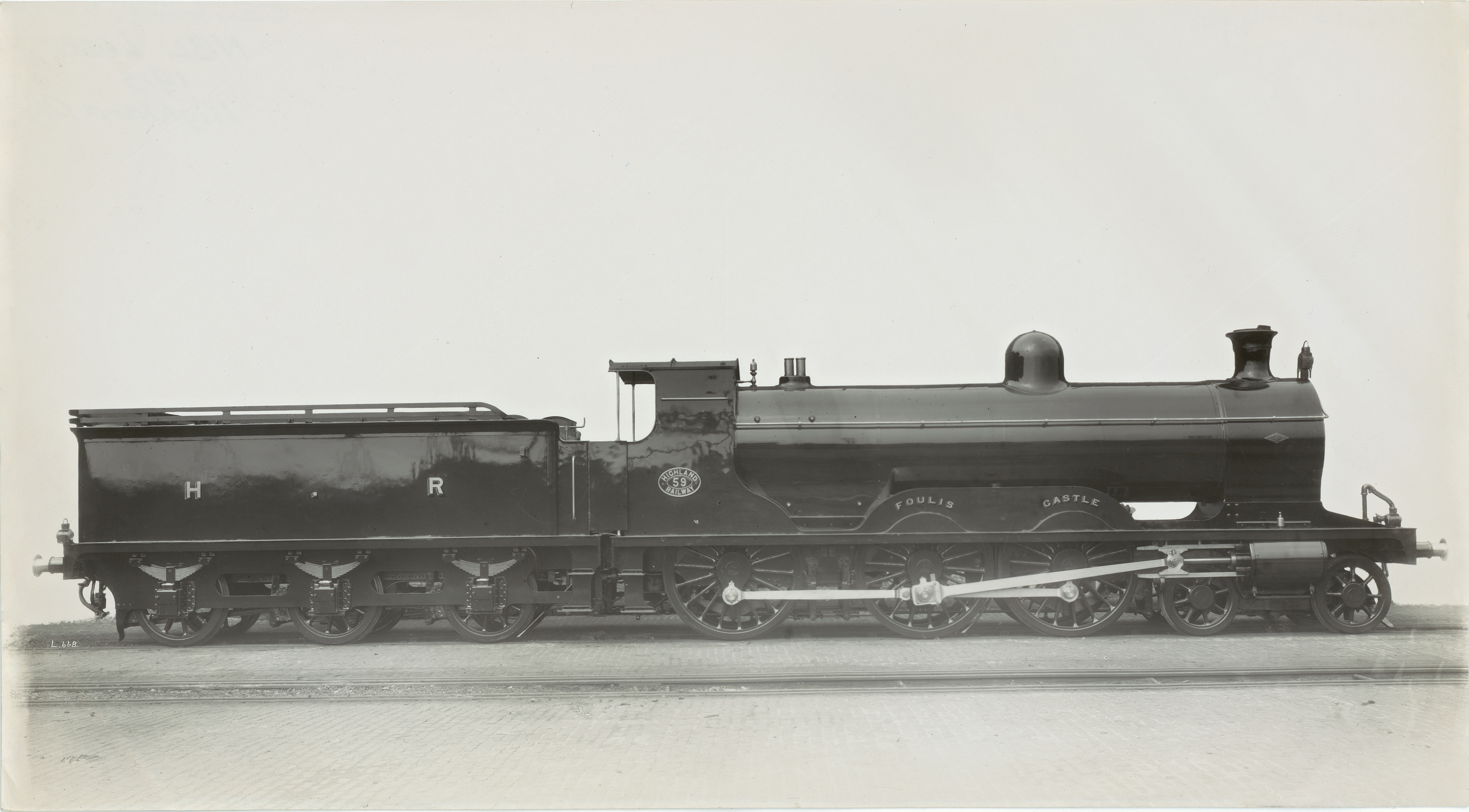
Nr. 59, eine der drei 1917 gebauten Maschinen mit dreiachsigem Tender

### Geschichte
Bereits seit einiger Zeit hatte die HR Planungen für die Beschaffung neuer Expresszuglokomotiven verfolgt, da diese auf ihrer wichtigsten Strecke, der steigungsreichen Highland Main Line, aufgrund der zunehmenden Nachfrage inzwischen oft von zwei 2’B-Lokomotiven bespannt werden mussten. Da die Highland Railway zu Beginn des 20. Jahrhunderts in finanziellen Schwierigkeiten steckte, stellte sie die Planung zunächst zurück, musste sich aber nach Inbetriebnahme der Abkürzungsstrecke der Highland Main Line zwischen Aviemore und Inverness, die ebenfalls betrieblich anspruchsvoll war,  doch zur Beschaffung neuer Lokomotiven entschließen. Die Leistungen der ab 1894 für den Güterverkehr gebauten Ten-Wheeler der Klasse I vor zusätzlichen Personenzügen in der Sommersaison hatten den Nutzen des Einsatzes größerer Lokomotiven gezeigt. Die von Peter Drummond entworfenen Lokomotiven wurden auch als Castle Class bezeichnet, da sie die Namen verschiedener schottischer Burgen (englisch Castle) erhielten. 1901 führte die HR ein Bezeichnungssystem für ihre bislang lediglich mit Nummern versehenen Lokomotiven ein und bezeichnete die Lokomotiven als Class A. Aus finanziellen Gründen konnten die neuen, vor allem für den schweren Express- und Personenzugverkehr vorgesehenen Lokomotiven nur in kleineren Losen im Abstand mehrerer Jahre beschafft werden. Die ersten zehn wurden bis 1902 von Dübs and Company gebaut, alle weiteren Exemplare von der North British Locomotive Company, in der Dübs & Co. 1903 aufgegangen waren. Sie galten zur Zeit der ersten Lieferungen als die größten Lokomotiven ihrer Achsfolge in Großbritannien.
Die Maschinen übernahmen zunächst vor allem die schweren Express- und Personenzüge auf der Highland Main Line. Nach Auslieferung wurden die ersten sechs Lokomotiven alle in Perth stationiert, von dort machte jede Maschine fünf Hin- und Rückfahrten nach Inverness pro Woche. 1910 führten die HR und die benachbarte North British Railway (NBR) auf dem Abschnitt über den Pass of Drumochter Vergleichsfahrten zwischen einer Maschine der Klasse A und einer 2’B-Expresszuglokomotive des dritten Bauloses der NBR-Klasse K durch, bei denen die Lokomotive 146 Skibo Castle allerdings relativ schlecht abschnitt. Die NBR verzichtete danach auf die ursprünglich geplante Beschaffung eigener Ten-Wheeler. Die Castles waren dennoch in der Lage, die wesentlichen Anforderungen zu erfüllen und konnten Züge mit bis zu 200 t ohne Vorspannlokomotive über den Pass of Drumochter und den auf der Abkürzungsstrecke liegenden Slochd Summit befördern. Auf Gefällestrecken erreichten sie mit solchen Zügen bis zu 70 mph (etwa 112 km/h) und konnten auf den schwierigsten Steigungsabschnitten eine Geschwindigkeit von 25 mph (ca. 40 km/h) halten.
Ab 1913 kamen die Maschinen auch vor Personenzügen auf der Far North Line zum Einsatz, nachdem eine Versuchsfahrt mit Lokomotive 143 Gordon Castle von Inverness nach Wick vor einem 260 t schweren Zug im Mai dieses Jahres erfolgreich verlaufen war. Nach Ausbruch des Ersten Weltkriegs übernahmen die Castles auch die Beförderung der kriegswichtigen Personenzüge nach Thurso und Wick, mit denen Offiziere und Mannschaften der in Scapa Flow stationierten Grand Fleet befördert wurden. Ab 1917 verkehrten die nach Admiral John Jellicoe, dem Befehlshaber der Flotte, umgangssprachlich als „Jellicoe Express“ bezeichneten Naval Specials mit einer Fahrtzeit von 21,5 Stunden zwischen London Euston und Thurso. Sie wurden mit Lokwechsel in Inverness von den Lokomotiven der Klasse A in etwas über 10 Stunden über die Strecken der Highland Railway befördert.
Die insgesamt 19 Maschinen kamen 1923 beim Inkrafttreten des Railways Act 1921 zur London, Midland and Scottish Railway (LMS). Ihr Einsatzgebiet blieb zunächst weitgehend gleich, die meisten Maschinen blieben in den Depots von Perth und Inverness. Einzelne Maschinen waren zeitweise auch in Aviemore, Forres, Helmsdale und Wick stationiert. Ab 1930 begann die LMS mit der Ausmusterung einzelner Maschinen. Einige Exemplare kamen 1936 auf die heute zur West Highland Line gehörende, frühere Strecke der Caledonian Railway nach Oban, wo sie Züge zwischen Oban und Glasgow sowie bis nach Dundee bespannten. Stationiert wurden sie dafür im Glasgower Depot Balornock. Bis 1939 waren bereits zehn Maschinen ausgemustert worden, der Zweite Weltkrieg verzögerte jedoch diesen Prozess. 1945 waren noch Maschinen aus allen Lieferlosen vorhanden. 1947 wurde mit der in Aviemore stationierten Lokomotive 14690 Dalcross Castle die letzte Maschine ausgemustert und wenige Wochen später in Inverness verschrottet. Sie hatte in ihrer Dienstzeit insgesamt 925.290 Meilen (rund 1,49 Mio. Kilometer) zurückgelegt.

### Technik
Entsprechend dem damaligen Stand der Technik wurden die Castles als Nassdampflokomotiven ausgeführt und erhielten einen Blechrahmen mit Außenzylindern. Nachdem die HR mit Kolbenschiebern bei den zuvor beschafften Maschinen der HR-Klasse B (Loch Class) schlechte Erfahrungen gemacht hatte, bekamen die Zylinder wieder Flachschieber. Die vier 1902 gelieferten Maschinen erhielten Westinghouse-Bremsen, um mit dieser Bremse ausgestattete Züge südlich benachbarter Bahngesellschaften übernehmen zu können. 1912 erprobte die HR bei der Lokomotive 141 Ballindalloch Castle einen Rauchkammer-Überhitzer des Herstellers Phoenix, der sich aber nicht bewährte und bald wieder ausgebaut wurde. Die für den Überhitzer verlängerte Rauchkammer behielt die Lokomotive noch bis 1917.
Die Lokomotiven waren mit sogenannten „Water cart“-Tendern ausgerüstet, die statt der üblichen drei Achsen mit zweiachsigen Drehgestellen mit Innenrahmen und -lagern ausgerüstet waren und dadurch einen entsprechend größeren Wasservorrat mitführen konnten. Diese Tenderbauart wurde von Dugald Drummond, dem Bruder von Peter Drummond, konstruiert, der seinerzeit Chefingenieur bei der London and South Western Railway war, wo dieser Typ ab 1897 eingesetzt wurde.  Die aufgrund der Innenrahmen offen zu sehenden Räder gaben diesen Tendern ihr unverwechselbares Aussehen. 
Die vier 1913 von NBL gebauten Exemplare erhielten geringfügige Modifikationen. Äußerlich sichtbar waren die etwas verlängerten Rauchkammern und der leicht vergrößerte Schornstein. Weitere kleinteilige Änderungen waren bspw. dickere Bodenringe für die Feuerbüchse und verstärkte Treibstangenlager. Überlegungen zur Ausrüstung mit Überhitzern nach dem Patent von Wilhelm Schmidt wurden jedoch verworfen. Bei den drei 1917 gebauten Exemplaren gab es größere Abweichungen. Christopher Cumming, der neue Chefingenieur der HR, verwendete etwas größere Treibräder, wodurch sich auch der Radstand vergrößerte. Er ließ auch wieder dreiachsige Tender bauen, die aber trotzdem sogar etwas mehr Wasser mitführen konnten.
Ab 1916 ließ die Highland Railway die ältesten Maschinen schrittweise mit neuen Kesseln ausstatten, da die bisherigen durch die kriegsbedingt schlechte Unterhaltung verschlissen waren. In der Folgezeit erhielten fast alle Maschinen neue Kessel, teils erst zur Zeit der LMS. Die LMS versah sie auch mit neuen Schornsteinen. Zwei Maschinen erhielten 1926 neue, leicht veränderte Kessel, einzelne Maschinen bekamen bei der LMS abweichende Bauteile anderer Vorgängergesellschaften, so etwa Rauchkammertüren nach Bauart der Midland Railway oder einen verkürzten Schornstein, möglicherweise aufgrund von Mangel an Ersatzteilen.

### Nummerierung
| Hersteller | Werks- nummer | geliefert | HR-Nr. | Name                 | LMS-Nr. | ausgemustert |
| ---------- | ------------- | --------- | ------ | -------------------- | ------- | ------------ |
| Dübs & Co. | 3848          | 1900      | 140    | Taymouth Castle      | 14675   | 1939         |
| Dübs & Co. | 3849          | 1900      | 141    | Ballindalloch Castle | 14676   | 1937         |
| Dübs & Co. | 3850          | 1900      | 142    | Dunrobin Castle      | 14677   | 1939         |
| Dübs & Co. | 3851          | 1900      | 143    | Gordon Castle        | 14678   | 1946         |
| Dübs & Co. | 3852          | 1900      | 144    | Blair Castle         | 14679   | 1936         |
| Dübs & Co. | 3853          | 1900      | 145    | Murthly Castle       | 14680   | 1930         |
| Dübs & Co. | 4244          | 1902      | 146    | Skibo Castle         | 14681   | 1946         |
| Dübs & Co. | 4245          | 1902      | 147    | Beaufort Castle      | 14682   | 1943         |
| Dübs & Co. | 4246          | 1902      | 148    | Cawdor Castle        | 14683   | 1937         |
| Dübs & Co. | 4247          | 1902      | 149    | Duncraig Castle      | 14684   | 1940         |
| NBL        | 19011         | 1910      | 30     | Dunvegan Castle      | 14685   | 1945         |
| NBL        | 19012         | 1911      | 35     | Urquhart Castle      | 14686   | 1946         |
| NBL        | 20160         | 1913      | 26     | Brahan Castle        | 14687   | 1935         |
| NBL        | 20161         | 1913      | 27     | Thurso Castle        | 14688   | 1935         |
| NBL        | 20162         | 1913      | 28     | Cluny Castle         | 14689   | 1944         |
| NBL        | 20163         | 1913      | 43     | Dalcross Castle      | 14690   | 1947         |
| NBL        | 21459         | 1917      | 50     | Brodie Castle        | 14691   | 1938         |
| NBL        | 21460         | 1917      | 58     | Darnaway Castle      | 14692   | 1946         |
| NBL        | 21461         | 1917      | 59     | Foulis Castle        | 14693   | 1935         |
| Quellen:   |               |           |        |                      |         |              |

## Französische Lokomotiven

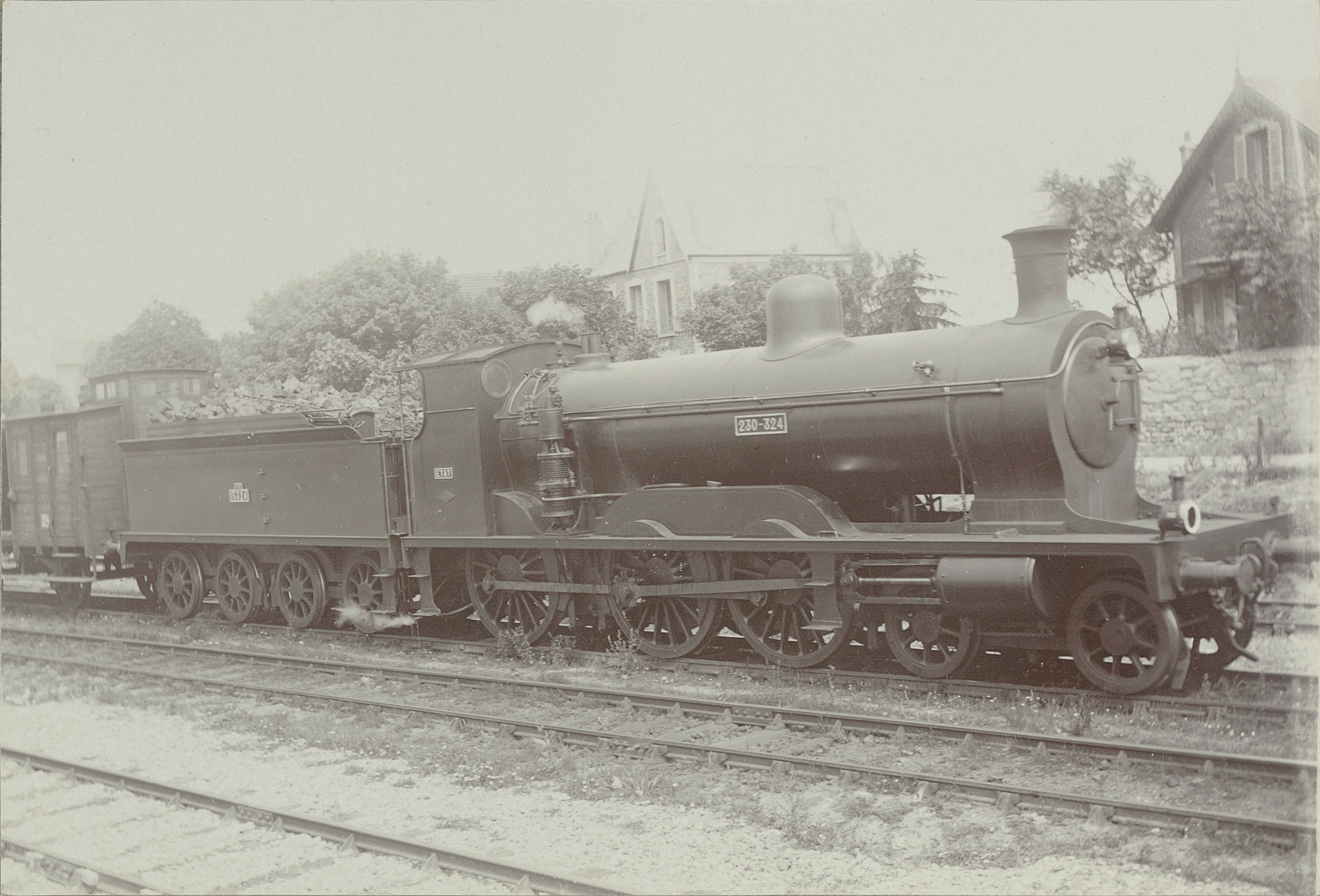
ETAT 230-324 um 1930

Die Französische Staatsbahn (Chemins de fer de l’État, abgekürzt ETAT) bestellte 1911 bei der North British Locomotive Company 50 Lokomotiven dieser Baureihe. Es waren fast baugleiche Maschinen mit minimalen Anpassungen. Am auffälligsten waren die am Hinterkessel befindlichen saugenden Speisewasserpumpen. Zahlreiche Details ließen Fachleuten sofort den britischen Ursprung dieser Lokomotiven erkennen. Auch die Größe der Lokomotiven, die durch das kleinere britische Lichtraumprofil zierlicher als vergleichbare französische Lokomotiven wirkten, fiel sofort auf. Bei der ETAT trugen die Lokomotiven die Nummern 230-321 bis 230-370. Sie wurden aufgrund ihrer im Vergleich mit anderen Ten-Wheelern der ETAT geringeren Leistung bald vorwiegend in nachrangigen Diensten verwendet, so etwa vor Bauzügen. Ab 1933 begann die ETAT mit der Ausmusterung der Maschinen, die meisten wurden noch vor Beginn des Zweiten Weltkriegs verschrottet.
1938 waren bei der Gründung der Société nationale des chemins de fer français (SNCF) noch die Lokomotiven Nr. 323, 341 und 365 vorhanden, die bis 1941 als Reserveloks und Ersatzteillager dienten. Sie wurden als Reihe 3-230 D klassifiziert.

## Lokomotiven in Portugal und Spanien

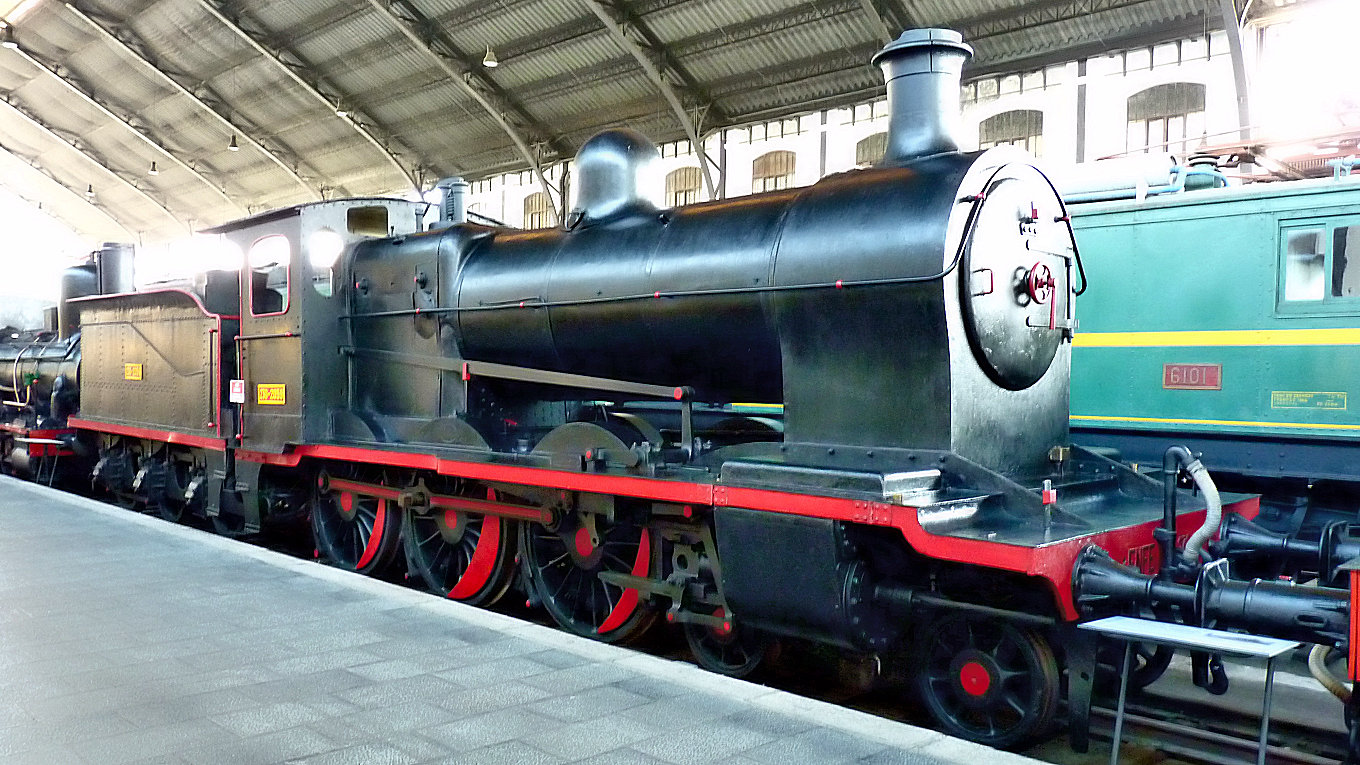
Erhaltene Lokomotive im Museum in Madrid

1907 baute NBL für die Caminhos de Ferro Portugueses da Beira Alta sechs Lokomotiven die ebenfalls auf der Castle Class basierten, aber doch größere Unterschiede aufwiesen, als die französischen Maschinen. Diese Exemplare waren zudem für die Iberische Breitspur mit 1668 mm gebaut. Später wurden die Lokomotiven an die spanische Ferrocarriles de Medina del Campo a Zamora y de Orense a Vigo verkauft und letztendlich kamen sie zur RENFE als Baureihe 230.2059–230.2064. Ein Exemplar ist erhalten und steht heute im Eisenbahnmuseum in Madrid.